# Hypsirhynchus
Hypsirhynchus är ett släkte ormar i familjen snokar. Flera ingående arter listades tidigare i släktet Alsophis. Släktet tillhör underfamiljen Dipsadinae som ibland listas som familj.
Vuxna exemplar är med en längd omkring 150 cm medelstora och tunga ormar. De förekommer på Hispaniola (främst Haiti), Bahamas och Jamaica i Västindien. Det saknas uppgifter vilket habitat arterna föredrar. Födan utgörs av anolisar samt av andra små ödlor. Fortplantningssättet är okänt.
Arter enligt The Reptile Database:
- Hypsirhynchus ater
- Hypsirhynchus callilaemus
- Hypsirhynchus ferox
- Hypsirhynchus funereus
- Hypsirhynchus melanichnus
- Hypsirhynchus parvifrons
- Hypsirhynchus polylepis
- Hypsirhynchus scalaris